# جورج فينتر
جورج فينتر (بالإنجليزية: George Winter)‏ هو سياسي أسترالي، ولد في 1815، وتوفي في 14 سبتمبر 1879 في فيجي. انتخب عضو المجلس التشريعي الفيكتوري.